# چینی لاکا
چینی لاکا (به اسپانیایی: Chiñi Lakha) یک کوه در پرو است که در منطقه موکگوا واقع شده‌است. چینی لاکا ۵٬۰۰۰ متر بالاتر از سطح دریا واقع شده‌است.